# Brighter Days Ahead
Brighter Days Ahead es un cortometraje de drama musical y ciencia ficción estadounidense escrito y dirigido por Christian Breslauer y Ariana Grande, lo último en su debut directorial en el 2025. La película acompaña el séptimo álbum de estudio de Grande, Eternal Sunshine (2024), y su reedición, que comparte el mismo subtítulo que la película.
Grande comentó por primera vez la existencia de un cortometraje en una entrevista con Vanity Fair en octubre de 2024, mientras promocionaba Wicked (2024). Posteriormente, continuó adelantando la edición deluxe del álbum en diversas entrevistas y apariciones públicas, hasta anunciarlo oficialmente el 10 de marzo de 2025. Dos días antes, el 8 de marzo, adelantó el cortometraje, y finalmente lo anunció en Instagram el 12 de marzo de 2025. En el tráiler publicado junto al anuncio, reveló que Grande retomaría su papel de Peaches, personaje que presentó en el video musical de “We Can’t Be Friends (Wait for Your Love)”, del cual el cortometraje sería una secuela de ese trabajo.

## Sinopsis
Setenta años después de los eventos de “We Can’t Be Friends (Wait for Your Love)”, Peaches espera en la sala de Brighter Days Inc. y firma un consentimiento electrónico. Una enfermera la lleva a una sala donde podrá revivir cuatro de sus recuerdos más valiosos por última vez. Comienza su viaje viendo videos antiguos de su familia, capturados durante su infancia (“Intro (End of the World)”.
Cada uno de los recuerdos de Peaches se destruye inmediatamente después de ser revivido. El segundo recuerdo se centra en su carrera como cantante (“Eternal Sunshine” / “Dandelion”). En el tercer recuerdo, Peaches despierta en una casa destruida e inundada, donde encuentra dos objetos importantes: un oso de peluche y un collar (“Twilight Zone”). Al salir de su casa, descubre que todo su vecindario ha sido demolido. Camina directamente hacia un OVNI y es abducida (“Supernatural”).
El cuarto y último recuerdo se cuenta desde la perspectiva del padre de Peaches, fundador de Brighter Days. Devastado por la muerte de su hija, revive recuerdos propios, como el momento en que le regaló el collar mencionado. Tras recolectar el corazón de Peaches en un pub de Londres y su cerebro entre escombros, su padre coloca los órganos en el cuerpo de una mujer creada a imagen de su hija. Tras varios intentos, logra devolverle la vida mediante música y electricidad (“Hampstead”). Peaches queda satisfecha con su sesión. En la escena final, una Peaches joven recuerda cuando alguien le dijo que viviera cada día como si fuera el último. Durante los créditos finales, suena una versión acústica de “We Can’t Be Friends (Wait for Your Love)”, grabada en Jungle City Studios. 

## Reparto

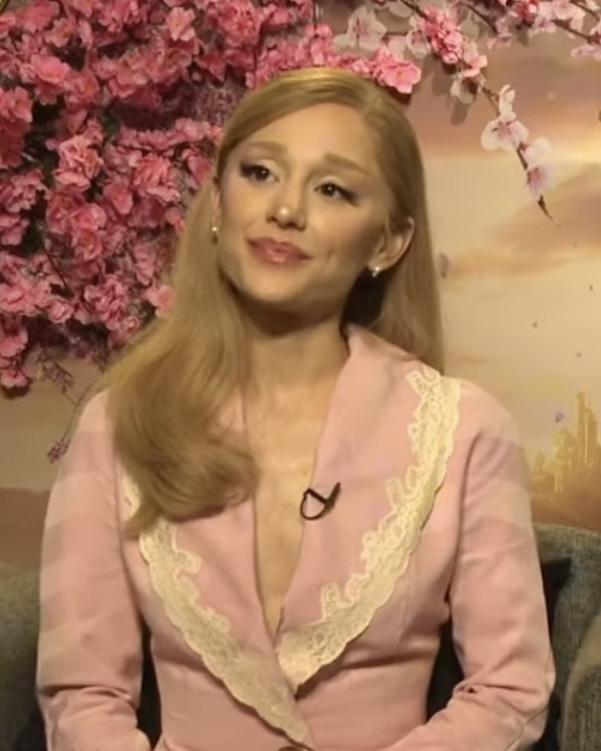
Ariana Grande, Wicked 2024.

- Ariana Grande como Peaches, una mujer anciana y no verbal que se somete a un procedimiento de restauración de memoria, inspirada en Clementine Kruczynski de Eternal Sunshine of the Spotless Mind (2004).

- Edward Butera como el padre de Peaches, un científico loco, fundador de Brighter Days Inc.
- Charlotte Sanchez como Peaches joven.
- Rashawn Ross como el trompetista.
- Allen Marsh como el doctor holograma.
- Jessica Jang como la enfermera holograma.
- Trell Isaac y Kimberly Kim como pacientes hologramas.
- Stewart Jewett como el doctor.
- Lauren DeShane como la enfermera.
- Fida Varela como la enfermera de la sala de exámenes médicos.
- Brittany Carel como la paciente de la sala de exámenes médicos.
- Shane Antolak, R. Ray Barnes y Tiana Bes como extras en la sala de espera.
- Veronica Mannion, Amanda Boe, Dylan Reece, Kais Boukthir, Skip Howland, Vivian Day, Lee John Gilligan, Josh Cruse, Sam Russell, Cassandra Rucker, Russell Fear y Veronica Hart como extras en la taberna.

## Lanzamiento y promoción
Tras la 97ª edición de los Premios Óscar, donde Grande fue nominada a Mejor Actriz de Reparto por su papel de Glinda en Wicked (2024), cambió el nombre de su segunda cuenta de Instagram, antes conocida como Sweetener, a BrighterDays, el nombre de la clínica ficticia de borrado de recuerdos que aparece en el video de “We Can’t Be Friends (Wait for Your Love)”.
Para celebrar el primer aniversario del lanzamiento de Eternal Sunshine, Grande compartió un enlace de pre-guardar para la edición deluxe y lanzó un tráiler del cortometraje. En este tráiler, se ve una caja con objetos del video de “We Can’t Be Friends (Wait for Your Love)” ardiendo, seguida de una toma de los objetos destrozados en el suelo.
El 10 de marzo de 2025, Grande anunció oficialmente la reedición deluxe de Eternal Sunshine, subtitulada Brighter Days Ahead, para su lanzamiento el 28 de marzo de 2025. Dos días después, anunció el cortometraje en Instagram, liberando otro tráiler en el que se escucha una voz diciendo “Welcome back, Peaches” antes de mostrar varias escenas de Grande. 
Grande lanzó dos adelantos más el 25 y 27 de marzo de 2025. En el primero, se ve un relicario con una foto de una Ariana joven en la mano de alguien. En el segundo, se muestra una versión futurista de la clínica Brighter Days (como en el video de “We Can’t Be Friends (Wait for Your Love)”), mientras la cámara se acerca a una mujer en silla de ruedas y se ven las manos envejecidas de Grande, sugiriendo que interpretará una versión mayor de su personaje, Peaches.